# 女化町
女化町（おなばけちょう）は、茨城県牛久市の町名。郵便番号300-1214。

## 地理
牛久市南部に位置する。北で結束町、北東で上太田町、東で龍ケ崎市貝原塚町、南で柏田町の飛地、西で龍ケ崎市若柴町、北西でさくら台と隣接する。南に隣接して竜ヶ崎ニュータウンが出来るなど、周辺は宅地化が進んでいる。
標高25m前後の稲敷台地上にあり、かつて女化原という広大な原野だった。明治初期に津田出が開拓し、この開拓によって、燕麦、小麦、落花生などが栽培されるようになり、女化原の多くが農地とされ維持されていった。現在も、落花生は女化町の主要農産物のひとつになっている。

## 歴史
およそ東西12キロメートル、南北8キロメートルの原野であり、岡田村に属していた。
明治期には近衛砲兵大隊や東京鎮台の野戦砲兵大隊をはじめ東京衛戍の部隊の演習も行われ、1884年（明治17年）には明治天皇が行幸し、近衛歩兵大隊の演習を統監した。
1878年（明治11年）に和歌山県出身の士族である津田出により、大規模農場経営の第七農場として開発が始まった。津田は入植者を募り、この地で大規模な洋式大農法経営を始めた。
後に経営は破綻し、土地は日本全国からの入植者に払い下げられた。

### 地名の由来
女化の地名は、キツネが女に化けたという民間伝承の「狐の嫁入り」から付けられたとの説がある。『利根川図志』の巻五・栗林義長傳などにも「おなばけ」の記述がある。創建は16世紀初頭とみられる女化神社（祭神は保食命）は女化町に囲まれた龍ケ崎市の飛地で、龍ケ崎市馴馬町女化になっている。

## 世帯数と人口
2017年（平成29年）8月1日現在の世帯数と人口は以下の通りである。
| 町丁   | 世帯数  | 人口  |
| ------ | ------- | ----- |
| 女化町 | 351世帯 | 867人 |

## 交通
- 茨城県道48号土浦竜ヶ崎線 - 町域西辺を南北に縦貫する。

## 施設
- 牛久市総合福祉センター
- 牛久市在宅介護支援センター
- 牛久市女化青年研修所
- 女化区民会館

## 史跡
- 女化稲荷神社 - 龍ケ崎市の女化神社の北側約700mにあたる。
- 明治天皇行在所記念碑 - 明治17年の明治天皇女化原行幸の記念碑。

## その他
- 竜ケ崎中学校（現茨城県立竜ヶ崎第一高等学校）の第一回運動会が1900年（明治33年）5月2日に女化原で行われた[7]。
- 女化原は大正６年に三省堂より出版された約9万3000項目を収録した「ABCびき日本辞典」にも掲載されている[8]。
- 宮武外骨の「明治奇聞　四」の例言に、常州女化原に初茸狩りに二回出かけたとの記載がある[9]。